# Schloss Oron
Das Schloss Oron (französisch château d’Oron) war der Herrschaftssitz von Oron-le-Châtel in der Gemeinde Oron im Bezirk Lavaux-Oron des Kantons Waadt in der Schweiz.

## Lage
Das Schloss befindet sich auf einem Hügelsporn westlich von Oron-le-Châtel und östlich von Oron-la-Ville zwischen dem Bach Le Flon im Norden und der historischen römischen Strasse von Vevey nach Avenches im Süden, an der Uromago bereits um das Jahr 280 in einem Itinerar erwähnt wird.

## Geschichte
Die Herren von Oron amtierten frühzeitig als Kastvögte/Vitztume der Abtei Saint-Maurice, welcher wiederum die Gebiete um die Oron-Dörfer gehörten, so dass sie auch deren Ministeriale waren. Ihr ältester nachweisbarer Vertreter war der vor 1215 verstorbene Guillaume II. von Oron. Sein Sohn Rudolf nannte sich im Jahr 1214 erstmals Herr von Oron. Auch die Familie d’Illens besass hier Rechte, trat diese aber im Jahr 1317 an das Kloster ab. Im Hochmittelalter erlangten die Herren von Oron etliche weitere Herrschaften, darunter Attalens, Vevey, Corsier-sur-Vevey und Bossonnens, die von der Familie de Blonay geerbt wurden, so dass die Söhne Rudolfs die Herrschaft aufteilen konnten (Amédée d’Oron erhielt Bossonens und Attalens). Auch Schloss Pont, wo sie zeitweise Mitherren (französisch Coseigneurs) waren, erhielten sie als Erbe, dazu Arconciel-Illens oder auch Vuisternens-devant-Romont. Daher kann nur sicher gesagt werden, dass sie in Oron früh ansässig waren und zeitweise über grösseren Einfluss mit zwei Herrschaftsschwerpunkten (bei Freiburg und bei Oron) verfügten.
Die Bedeutung der von Oron für die Savoyer wird auch daraus ersichtlich, dass sie mehrfach als Kastlane eingesetzt wurden und sie mehrfach Vögte der Waadt waren. Die d’Oron waren im 13. Jahrhundert zunächst Vasallen der Grafen von Genf, dann im Dienst der Grafen von Savoyen. Die Burg Oron wird erstmals im Jahr 1261 erwähnt. Die mehrere Dörfer umfassende Herrschaft ist erstmals im Jahr 1310 greifbar. Doch selbst im Jahr 1330 stand der Abtei Saint-Maurice noch die Hälfte des Schlosses Oron sowie ein Teil der Herrschaft Oron zu. Sie liess ihren Anteil auch separat von einem Domherrn und Sakristan verwalten. Dieses Mitherrentum erschwert die Erforschung der mittelalterlichen Geschichte und sorgte zugleich auch mehrfach für Konflikte in der damaligen Rechtsprechung, was erst 1537 behoben werden konnte. Auch die Nachfolger der Oron musste sich daher damit abfinden und der Einfluss der Abtei in den Oron-Orten konnte erst in den Jahren 1671 und 1675 endgültig beendet werden, als Bern die letzten verbliebenen Rechte erwarb.

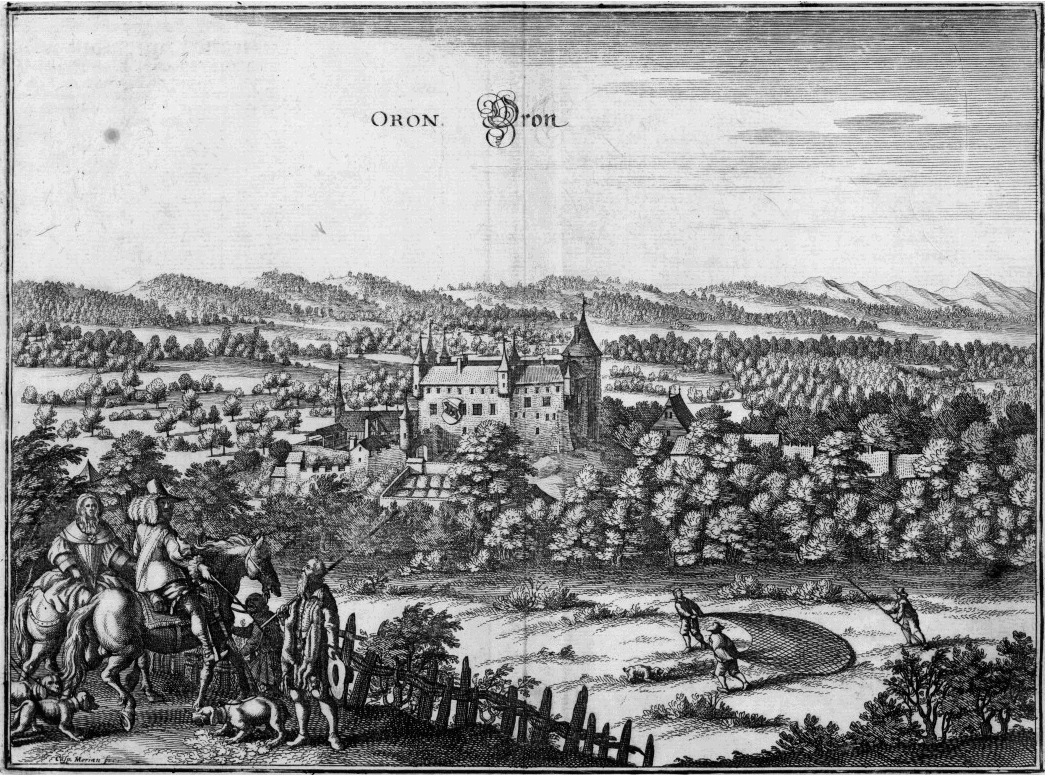
Merian-Ansicht von 1654

Relativ spät, nämlich erst im Jahr 1381 wurde die Burg Oron savoyisches Lehen. Angeblich erhielten sie dafür ein befestigtes Haus in Montreux. Zugleich starben die Oron in männlicher Linie aus. Ihre Grablege war in diesem und dem vorangegangenen 13. Jahrhundert das Kloster Haut-Crêt. Marie von Greyerz, Witwe von François I. von Oron, erbte im Jahr 1383 die Herrschaft, doch etwa zeitgleich nennt sich auch Heinrich II. von Montfaucon Herr von Oron. Vielleicht besass er sie nur kurzzeitig, denn er starb bereits 1396 und im Jahr 1399 wurde die Herrschaft an Percival Le Royer veräussert, der sie 1402 an Gaspard von Montmayeur abtrat.
Erst im Jahr 1457 erwarb François von Greyerz die Herrschaft Oron wieder. Die Burg wurde daraufhin in der 2. Hälfte des 15. Jahrhunderts umgebaut, insbesondere in den Jahren 1475–1485, in denen auch der Donjon wohnlich eingerichtet wurde. Obwohl sich Oron-le-Châtel ab 1536 im Rahmen der Italienischen Kriege zum Zufluchtsort für Katholiken entwickelt hatte, war die Bedingung Berns für die Absicherung der Herrschaft für Jean von Greyerz im Jahr 1539, dass seine Untertanen zum „neuen Glauben“ übertreten. Als die Grafenfamilie bankrottging, fiel die Oron im Jahr 1555 an den Kanton Obwalden, also einen der Gläubiger des Michael von Greyerz (französisch Michel de Gruyères). Ein Jahr später kaufte Hans Steiger die Herrschaft und verkaufte sie dann an die Stadt Bern weiter, die das Schloss im Jahr 1557 zum Sitz einer Landvogtei dritter Klasse machte. Insgesamt 43 Vögte residierten hier. Daher erfolgten weitere Umbauten, insbesondere der Wohntrakte. Die Merian-Ansicht von 1654 zeigt die Anlage im Wesentlichen in ihrer heutigen Gestalt. Der Einmarsch der Franzosen beendete die Vogtei-Nutzung im Jahr 1798 und Oron wurde bis zum Jahr 2006 Teil des Bezirks Oron. Schon im Jahr 1801 erwarb die Familie Roberti aus Moudon das Schloss, und um 1870 Adolphe Gaïffe, so dass es sich mehr als ein Jahrhundert lang in Privatbesitz befand.

## Beschreibung
Der Grundriss der zentralen Höhenburganlage ist polygonal und langgestreckt und dadurch annähernd oval. Der Bergfried/Donjon im Osten entstammt dem 13. Jahrhundert, die Befestigungsanlagen sind hingegen samt dem Eingang im Westen konzentriert. An der Ringmauer befinden sich mehrere Erkertürme, sogenannte Pfefferbüchsen. An der Südostecke steht ein aussen angebautes Tor im rechten Winkel zur Schlossmauer, das Schlüsselscharten, Schlitzfenster, einen Wappenstein und an der Innenseite einen Holzaufgang besitzt. Es gewährte den Zugang zu einer Art Zwinger südlich des Schlosses und führte dann in die ehemalige Vorburg. Das Tor wurde von zwei Pfefferbüchsen geschützt, von denen sich die obere an der Südostecke des Schlosses befindet, die untere aber direkt am Tor. Von diesem äusseren Burghof aus, den Wirtschaftsgebäude umgeben, führte eine Bogenbrücke zum eigentlichen Schloss, also in den inneren Burghof. Der Weg ging hierfür zunächst unter der Brücke hindurch und dann über eine Rampe auf sie hinauf. Die Ansicht von 1744 zeigt hier noch eine Zugbrücke, eine Ansicht Buellmans aus dem Jahr 1749 hingegen bereits die Steinbrücke.
Im Jahr 1731 wurde dieser Haupteingang innen zum Vestibül umgestaltet. Die Südseite wurde zudem mit weiteren Türmchen an der südwestlichen und südöstlichen Hofecke geschützt, von denen sich nur der erstgenannte erhalten hat. Der südöstliche ist auf der historischen Ansicht von 1713 zu sehen, 1744 hingegen nicht. Die Südwestecke des Schlosses trägt ebenfalls eine Pfefferbüchse und über dem Tor zum Innenhof befindet sich ein Turmerker, so dass der äussere Burghof von sieben Türmen und Türmchen umstellt war, die aber auch nach aussen hin schützen sollten und daher nicht alle den äusseren Hof abdeckten. Aussen umgaben diesen Zugangsweg und Hof zudem Gräben, die später teils in Gärten umgewandelt wurden.

Schlossansichten
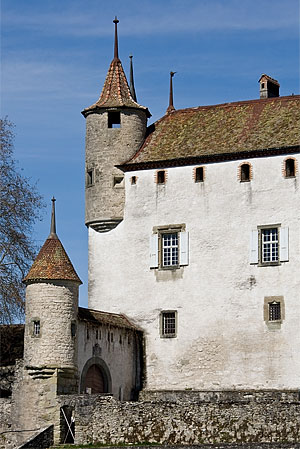
Außentor mit Pfefferbüchsen von Osten
Kupferstich von 1744 (Schweizerische Nationalbibliothek, GS-GUGE-NÖTHIGER-F-35)
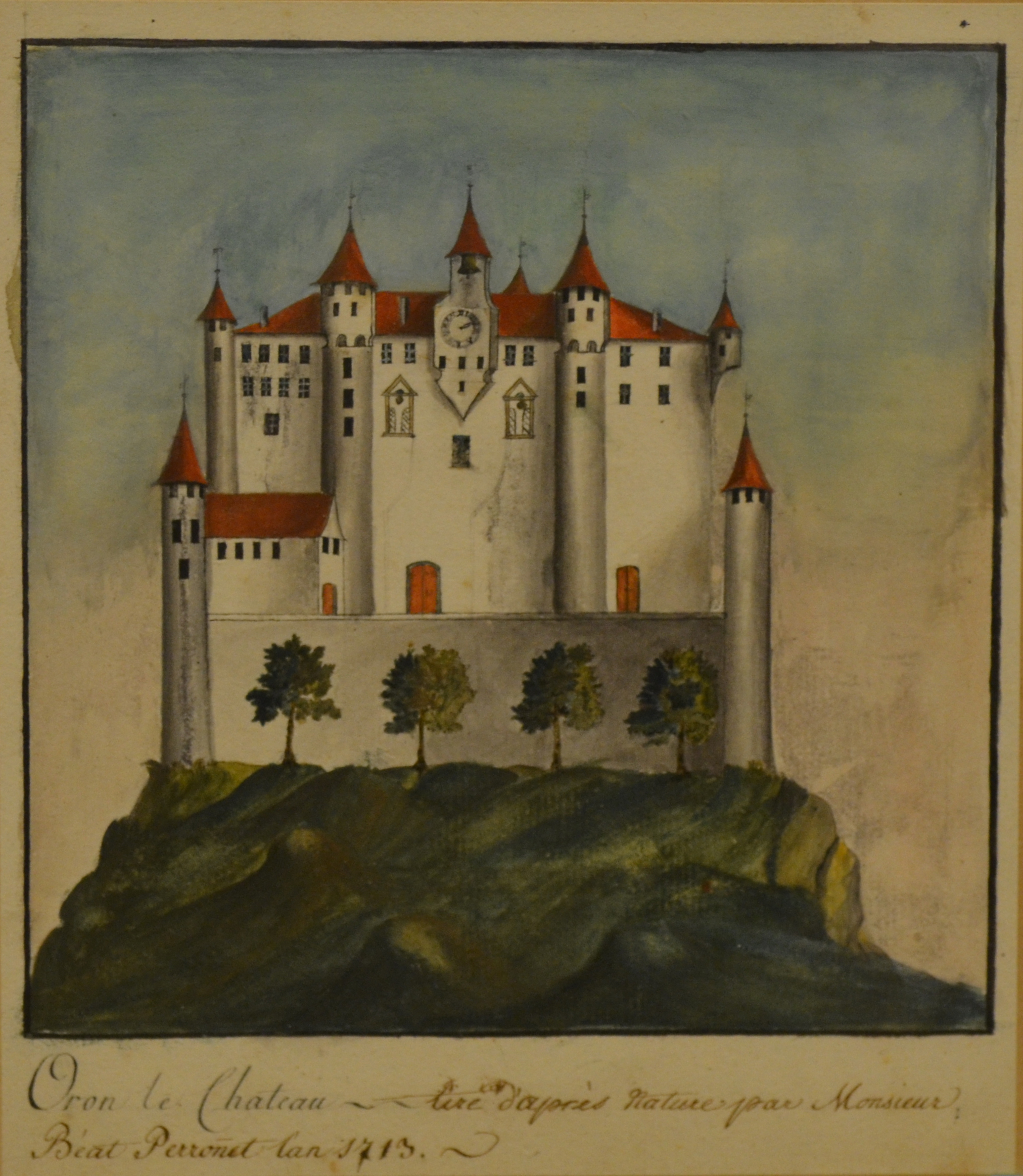
Ansicht der wehrhaften Westfront (Beat Perronnet, 1713)
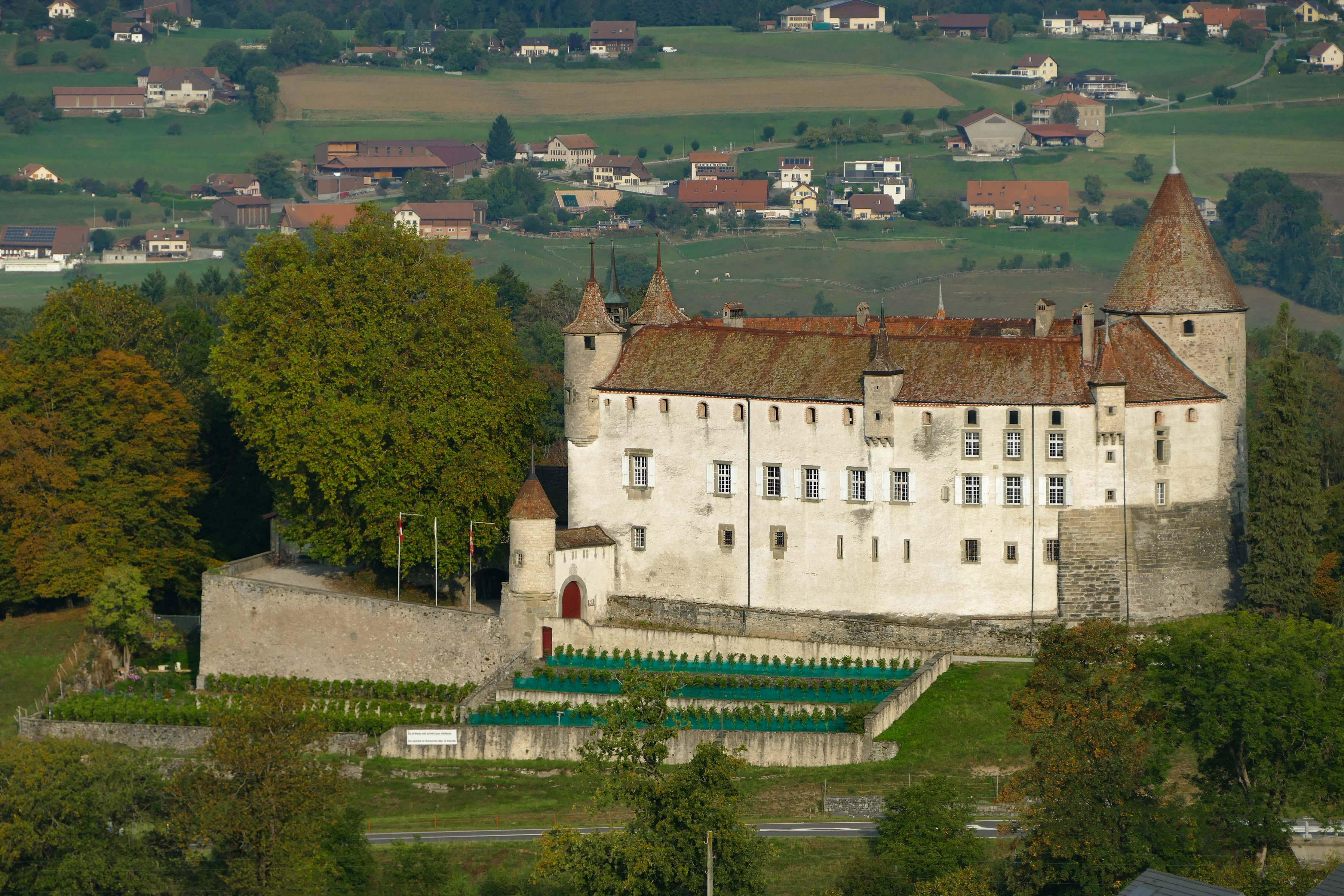
Luftaufnahme von Südosten
Westeingang 1899 (Schweizerische Nationalbibliothek, EAD-7420)
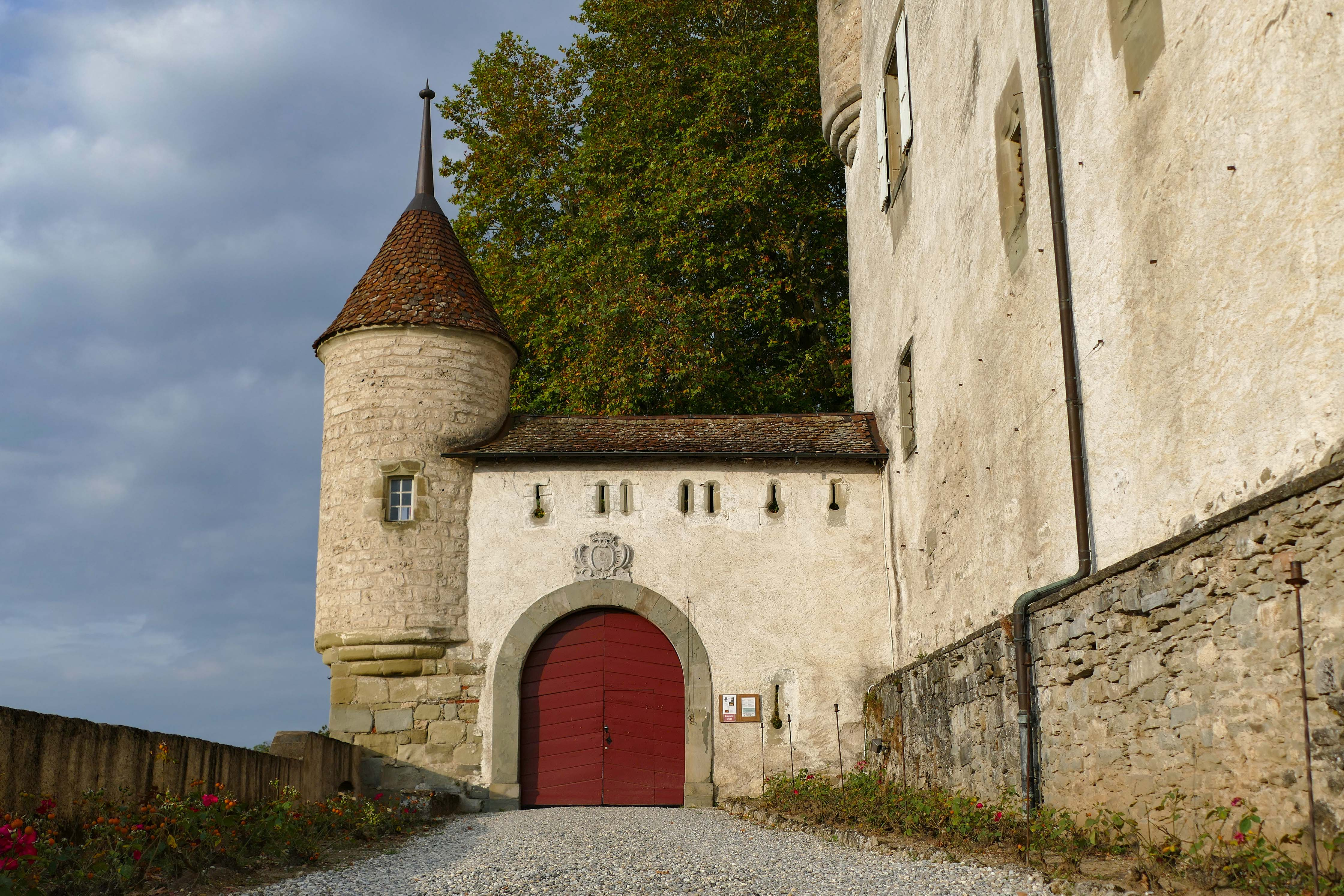
Außentor mit Pfefferbüchse von Nordosten
1899 (Schweizerische Nationalbibliothek, EAD-7421)
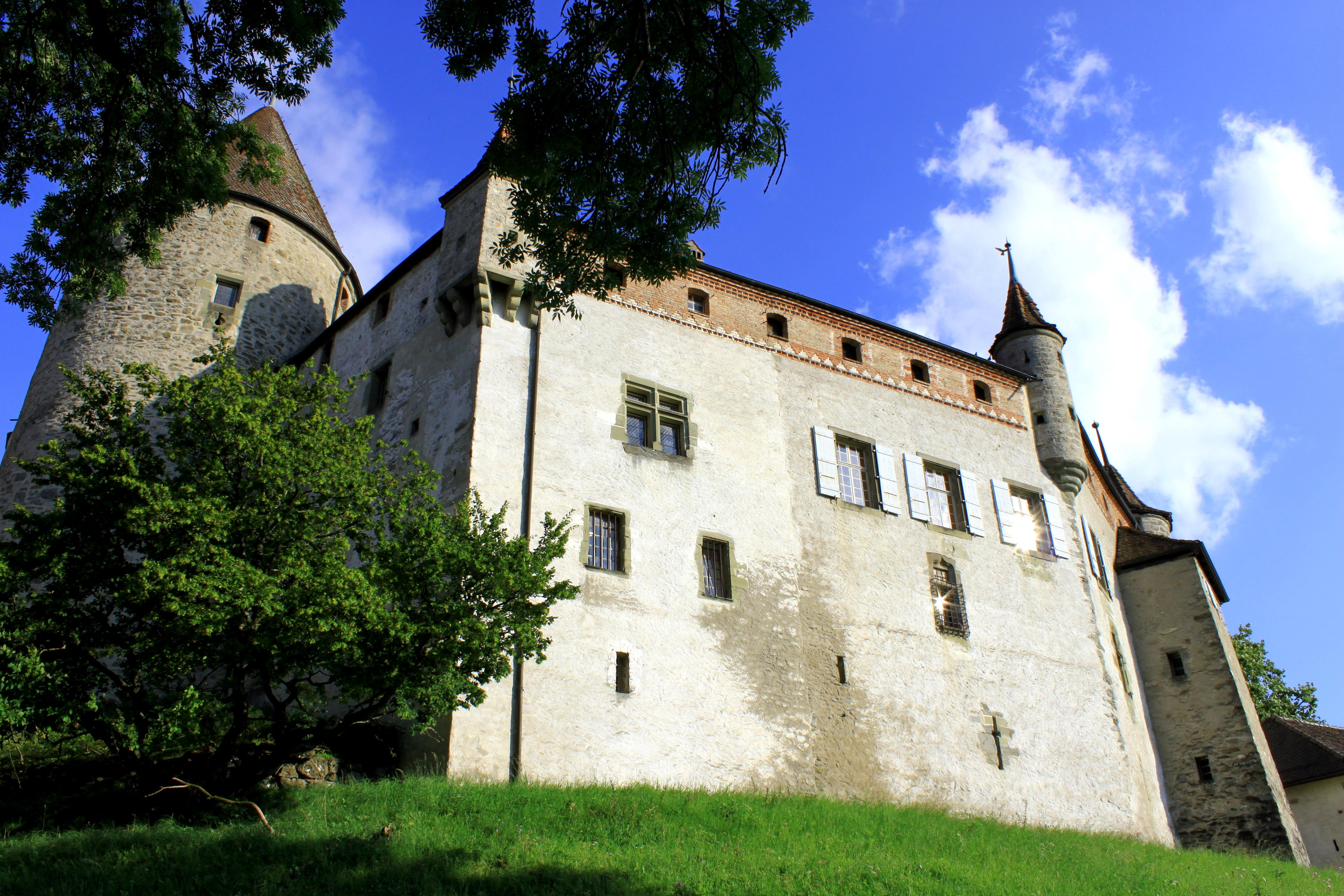
Westfassade mit Nordwestecke

Das eigentliche Schloss, das im Kern noch die Burg des 12. Jahrhunderts darstellt, besteht aus den Haupt-Wohnbauten im Westen und Osten, an welchen sich weitere Türme und Türmchen finden. An der Ostseite sind neben der Pfefferbüchse im Südosten ein zentraler und ein nordöstlicher Turmerker angebracht. Zudem gibt es einen an der Nordwestecke. Im Gegensatz zu den runden Pfefferbüchsen, von denen sich auch eine in der Mitte der Westseite befindet, sind diese drei Exemplare quadratisch gestaltet und besitzen Maschikuli. Alle Pfefferbüchsen haben teils Schlüsselscharten, teils normale Fenster und tragen Knickhelme. Der Bergfried besitzt hingegen ein Kegeldach und der Brückenturmerker eine Turmhaube mit Laterne und Turmuhr. Ein weiterer Turm mit abweichendem Dach findet sich im Südwesten des Schlosses. Es handelt sich um einen Latrinenturm mit dreiseitigem Zeltdach, vielleicht ein später ausgebauter Aborterker.
Verstreute Kamine lockern die Dächer der Wohntrakte auf. Unterhalb der Dächer finden sich an allen Seiten Fensterreihen, die von einem Wehrgang stammen könnten, da sie die Pfefferbüchsen am Schloss miteinander verbinden. Sie sind teils aus Backstein mit eigenem Fries gestaltet, der am ehemaligen Palas im Nordwesten auch unterhalb der Fenster zu finden ist. Von der darunter liegenden Reihe etwas grösserer, rechteckiger Fenster unterscheiden sich diese oberen Fenster zudem durch ihre Segmentbögen. Die unterste Fensterreihe ist wieder kleiner und zum Grossteil nur als Schlitzfenster bzw. Kreuzscharte ausgeprägt.

## Nutzung

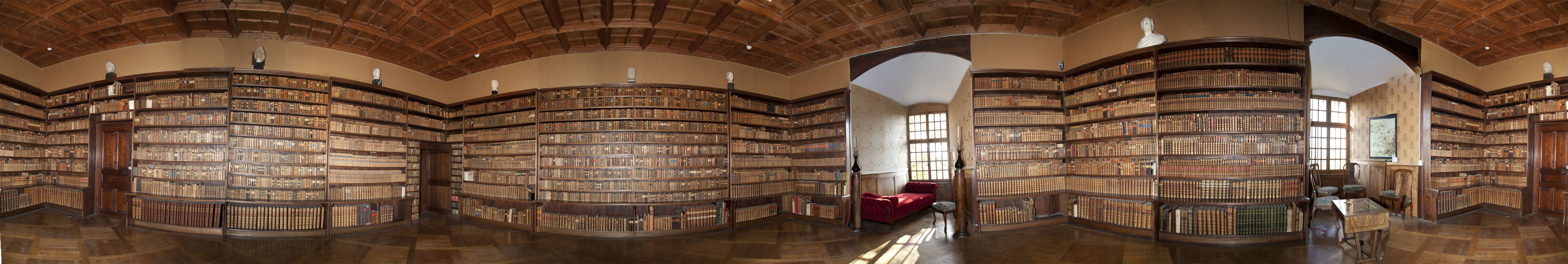
Panoramaansicht der Bibliothek

In den Jahren von 1798 bis 1801 diente das Schloss als Gefängnis, ein Dachboden im Schlosseingang seit 1830 als Schule. Seit dem Jahr 1880 befindet sich im Schloss der „Nachlass Potocki“, eine der grössten Privatbibliotheken Europas, die der französischen Romanliteratur des 18. Jh. gewidmet ist. Sie umfasst zirka 17.000 Bände der Zeit zwischen 1779 und 1825 und befindet sich im einstigen Rittersaal, den eine spätgotische Kassettendecke schmückt. Benannt ist die Sammlung nach der polnischen Magnatenfamilie Potocki, da Helena Apolonia Massalska, die spätere Frau des Kammerherren Wincenty Potocki, die Werke zusammentrug, bevor später Adolphe Gaïffe die Bücher erwarb.
Im Jahr 1934 wurde die „Association pour la conservation du château d’Oron“ (deutsch Verein zur Erhaltung des Schlosses von Oron) gegründet, die zwei Jahre später das Schloss erwarb. Erst durch die dann erfolgte Katalogisierung der Bücher wurde der Wert der Bibliothek deutlich, die zum Teil Unikate enthält. Das Schweizerische Inventar der Kulturgüter von nationaler und regionaler Bedeutung führt das Schloss und die Bibliothek auf seiner Liste als A-Objekt – d. h., es besitzt nationale historische Bedeutung – mit der KGS-Nummer 6392. Die umfassende Restaurierung, die sich über Jahrzehnte hinweg zog, ermöglicht mittlerweile weitere Nutzung wie Tagungen, standesamtliche Trauungen, Veranstaltungen usw., wofür der Innenhof ein Glasdach erhielt und zahlreiche Räume speziell eingerichtet wurden. Auch die historischen Öfen des 18. Jahrhunderts mit thematischen Motiven wurden restauriert.